# Црква Светих цара Константина и Јелене у Лоћики
Црква Светих цара Константина и Јелене у Лоћики, насељеном месту на територији општине Алексинац, припада Епархији нишкој Српске православне цркве.
Црква посвећена Светим цару Константину и царици Јелени је подигнута 2001. године, када је освећена руком епископа нишког Иринеја. Храм је једнобродна грађевина са полукружном апсидом у олтару.